# Friedrich I. (Liegnitz)
Friedrich I. (* 3. Mai 1446 in Brieg; † 9. Mai 1488 in Liegnitz) war 1455–1488 Herzog von Liegnitz und 1471–1488 Herzog von Brieg. Zudem war er 1471–1475 Landvogt der Oberlausitz sowie in seinem Todesjahr 1488 Oberlandeshauptmann von Schlesien.

## Herkunft und Familie
Friedrich entstammte dem Liegnitzer Zweig der Schlesischen Piasten. Seine Eltern waren Johann I. von Lüben († 1453) und Hedwig († 1471), Tochter des Herzogs Ludwig II. von Liegnitz und Brieg und der Elisabeth von Brandenburg. 
Am 5. September 1474 vermählte sich Friedrich mit Ludmilla, einer Tochter des böhmischen Königs Georg von Podiebrad. Der Ehe entstammten drei Söhne:
1. Johann II., (1477–1495)
2. Friedrich II. († 1547), Herzog von Liegnitz, Brieg und Wohlau
3. Georg I. († 1521), Herzog von Brieg

## Leben
Beim Tod seines Vaters Johann I. 1453 war Friedrich, der dessen Nachfolge als Herzog von Liegnitz antreten sollte, erst sieben Jahre alt. Bereits bei der Übernahme des Herzogtums Liegnitz 1449 durch Friedrichs Vater kam es zu Erbauseinandersetzungen, die durch den 1436 entstandenen Liegnitzer Lehnstreit verursacht worden waren, der erst 1469 gelöst wurde. Nach dem Tod Johanns I. 1453 erkannte der Rat der Stadt zwar den erst siebenjährigen Friedrich I. als Herzog von Liegnitz an, jedoch beabsichtigte der böhmische König Ladislaus Postumus und dessen Gubernator Georg von Podiebrad das Herzogtum einzuziehen. Deshalb gelangte Friedrich erst 1455 an die Regierung seines Herzogtums. 
Nachdem am 3. Mai 1469 Matthias Corvinus zum (Gegen)König von Böhmen gewählt worden war und die Herrschaft über Schlesien ausübte, belehnte er Friedrich I. mit dem Herzogtum Liegnitz, dem gleichzeitig fast alle an Oppeln verpfändeten Gebiete zurückgegeben wurden. Erst durch diese Belehnung wurde der jahrzehntelange Lehnsstreit beendet. Obwohl Friedrich ein gutes Verhältnis zu den angeheirateten böhmischen Podiebraden unterhielt, stand er auch in der Gunst des Königs Matthias Corvinus. Dieser beabsichtigte, Friedrich I. das Amt des Oberlandeshauptmanns für Schlesien zu übertragen, konnte sich jedoch zunächst nicht gegen die Fürsten und Stände durchsetzen. Nachdem er ihm 1471 das Amt des Landvogts der Oberlausitz übertragen hatte, gelang es ihm erst 1488, Friedrich I. zum Oberlandeshauptmann von Schlesien zu ernennen. Wenige Monate später starb Friedrich I. im Alter von nur 42 Jahren. Die Vormundschaft für die unmündigen Söhne Friedrich und Georg übernahm bis 1499 Friedrichs Witwe Ludmilla. 
Friedrichs Leichnam wurde in der 1423 gegründeten Kartause Liegnitz beigesetzt, die jedoch 1547 unter Friedrich III. abgerissen wurde. Die Gebeine der dort beigesetzten Liegnitzer Piasten wurden in die frühere St. Johanniskirche überführt, die nun als Schlosskirche diente.